# Dries Boussatta
Idriss „Dries” Boussatta (ur. 23 grudnia 1972 w Amsterdamie) – holenderski piłkarz pochodzenia marokańskiego występujący na pozycji pomocnika.

## Kariera klubowa
Boussatta jako junior grał w zespołach De Spartaan, VVA/Spartaan, V&V Amsterdam, AFC Ajax oraz FC Volendam. W 1991 roku został graczem Telstaru, grającego w Eerste divisie. Spędził tam sezon 1991/1992, a potem przeszedł do Ajaksu z Eredivisie. Przez dwa sezony w jego barwach nie rozegrał jednak żadnego spotkania i w 1994 roku odszedł do drugoligowego HFC Haarlem. Jego barwy reprezentował przez jeden sezon.
W 1995 roku Boussatta przeniósł się do pierwszoligowego FC Utrecht. W Eredivisie zadebiutował 20 sierpnia 1995 w przegranym 0:4 meczu z Ajaksem. W Utrechcie występował przez trzy sezony. Następnie grał w także pierwszoligowym AZ Alkmaar, którego barw bronił przez cztery sezony. W kolejnych latach występował jeszcze w Excelsiorze (Eredivisie), angielskim Sheffield United (Division One) oraz emirackim Nadi asz-Szarika, gdzie w 2005 roku zakończył karierę.

## Kariera reprezentacyjna
W reprezentacji Holandii Boussatta zadebiutował 18 listopada 1998 w zremisowanym 1:1 towarzyskim meczu z Niemcami. W latach 1998–1999 w drużynie narodowej rozegrał 3 spotkania.